# Aníbal de Mesquita Guimarães
Aníbal de Mesquita Guimarães GCC • CvA • OA • ComA • GCA (Porto, Santo Ildefonso, 5 de Novembro de 1882 — Lisboa, São Sebastião da Pedreira, 22 de Maio de 1952) foi um oficial da Armada Portuguesa, onde atingiu o posto de vice-almirante, e político ligado ao regime do Estado Novo que ocupou as pastas de Ministro da Marinha e Ministro dos Negócios Estrangeiros (interino) em governos presididos por José Vicente de Freitas e Oliveira Salazar.

## Biografia
Foi Ministro da Marinha dos 4.º e 5.º Governo da Ditadura Nacional, presididos por José Vicente de Freitas, exercendo funções de 18 de abril de 1928 a 8 de julho de 1929.
Foi Ministro da Marinha dos 8.º e 9.º Governo da ditadura, exercendo funções de 5 de julho de 1932 a 18 de janeiro de 1936, tendo nesse período por diversas vezes acumulado as funções de Ministro dos Negócios Estrangeiros interino.
A 11 de Março de 1919 foi feito Cavaleiro da Ordem Militar de São Bento de Avis, a 19 de Outubro de 1920 foi elevado a Oficial da mesma Ordem, a 28 de Abril de 1928 foi elevado a Comendador da mesma Ordem, a 15 de Abril de 1929 foi agraciado com a Grã-Cruz da Ordem Militar de Nosso Senhor Jesus Cristo e a 21 de Fevereiro de 1951 foi elevado a Grã-Cruz da Ordem Militar de São Bento de Avis.